# NGC 2340
NGC 2340 este o galaxie eliptică situată în constelația Linxul. A fost descoperită în 9 februarie 1788 de către William Herschel. Se află la o distanță de 80,17 de megaparseci de Pământ.